# A Rózsalány
A Rózsalány Andorka Péter első, Hajnal Gézával (szöveg) közösen írt zenés színpadi műve. A Ferences Rend kiadásában jelent meg 2009-ben a rend 800 éves évfordulójára. Olyanok hivatalos debütlemeze lett, mint Mihálka György, Nagy Szilvia, vagy a Don Bosco Ifjúsági Szimfonikus Zenekar, de már régebbi együttműködésből ismert vendégművészek is szerepelnek rajta: a Misztrál együttes énekesei, zeneakadémista hallgatók vagy Dévai Nagy Kamilla. A darab bekerült a Madách Színház 2010-11-es musical pályázatának legjobb 20 musicalje közé. Ősbemutatója 2011. november 27-én volt a gazdagréti Szent Angyalok katolikus templomban a Jó Reménység Társulat előadásában.

## Külső hivatkozás
- http://www.andorkapeter.hu
- http://www.campusonline.hu/kultura/musical-non-sub-rosa%5B%5D
- https://web.archive.org/web/20101126232044/http://kultura.hu/main.php?folderID=1395
- http://www.nagyitas.hu/common/main.php?pgid=cikk&cikk_id=109%5B%5D
- http://www.mno.hu/portal/669792 Archiválva 2010. november 27-i dátummal a Wayback Machine-ben